# Ivan II., papa
Papa Ivan II. (rođen kao Merkurije) bio je papa od 2. siječnja 533. do 
8. svibnja 535. godine.
Žestoki protivnik kupovanja crkvenih položaja. Prvi papa koji je uzeo drugo ime nakon izbora za papu, jer je ime pod kojim je rođen veličalo rimskog boga Merkura. Ovaj papa je kaznio preljubničkog biskupa iz Rieza, naredivši da ga se zatvori u samostan, dok se ne imenuje drugi biskup a dotada svećenstvo je moralo biti poslušno biskupu Arlesa.
Biskupi koji su zastranili su mogli biti primljeni natrag u Crkvu, ali su samo mogli davati pričest.
Primio je darove i znakove vjere od bizantskog cara Justinijana I. Velikog.